# Вулиця Зоряна (Іллінці)
Ву́лиця Зоряна — вулиця в місті Іллінці Вінницької області.

## Розташування
Бере початок від вулиці вулиці Устима Кармелюка.
Навпроти ТОВ Люстдорф, де раніше знаходилася насосна станція.
Простягається на південь в глиб мікрорайону, де перетинається із вулицею Вулиця Польовою. і від даної вулиці простягається далі в район новобудов «Поле Чудес».

## Назва вулиці
Свою назву — Зоряна — вулиця отримала у 2015. 3 1961 по 2015 називлась - Чапаєва.

## Історія
Виникла у  1957 -році.

## Сучасність
у червні  2003 року, на старому відрізку вулиці були замінені опори ліній електропередач на бетонні.
В грудні 2020 року, здійснено реконструкцію вулиці, здійснено асфальтування.